# Raión de Dolyna
Dolyna (en ucraniano: Долинський район) fue un raión o distrito de Ucrania en el óblast de Ivano-Frankivsk. En la reforma territorial de 2020, su territorio fue incluido en el raión de Kálush.
Comprendía una superficie de 1.248 km².
La capital era la ciudad de Dolyna.

## Demografía
Según estimación 2010 contaba con una población total de 71059 habitantes.

## Otros datos
El código KOATUU es 2622000000. El código postal 77500 y el prefijo telefónico +380 3477.